# Małe Pułkowo (gromada)
Małe Pułkowo – dawna gromada, czyli najmniejsza jednostka podziału terytorialnego Polskiej Rzeczypospolitej Ludowej w latach 1954–1972.
Gromady, z gromadzkimi radami narodowymi (GRN) jako organami władzy najniższego stopnia na wsi, funkcjonowały od reformy reorganizującej administrację wiejską przeprowadzonej jesienią 1954 do momentu ich zniesienia z dniem 1 stycznia 1973, tym samym wypierając organizację gminną w latach 1954–1972.
Gromadę Małe Pułkowo z siedzibą GRN w Małym Pułkowie utworzono – jako jedną z 8759 gromad na obszarze Polski – w powiecie wąbrzeskim w woj. bydgoskim, na mocy uchwały nr 24/16 WRN w Bydgoszczy z dnia 5 października 1954. W skład jednostki weszły obszary dotychczasowych gromad Kurkocin, Małe Pułkowo, Pułkowo, Wielkie Radowiska i Lipnica (bez południowej części kolonii Lipnica Kolonia i bez obszaru należącego do leśnictwa Baraniec) ze zniesionej gminy Wielkie Radowiska oraz majątek Feliksowo z dotychczasowej gromady Łobdowo ze zniesionej gminy Dębowa Łąka, w tymże powiecie. Dla gromady ustalono 25 członków gromadzkiej rady narodowej.
Gromada przetrwała do końca 1972 roku, czyli do kolejnej reformy gminnej.